# شهرستان قائم
شهرستان قائم (به عربی: قضاء القائم) یک شهرستان و منطقهٔ مسکونی در عراق است که در استان انبار واقع شده‌است. شهرستان قائم ۱۵۰٬۰۰۰ نفر جمعیت دارد.